# 東二番丁幼稚園
東二番丁幼稚園 （ひがしにばんちょうようちえん）は、宮城県仙台市青葉区一番町二丁目にある私立幼稚園。
1879年（明治12年）、日本で二番目の幼稚園（なおかつ日本最古の公立幼稚園）として、仙台区木町通小学校附属幼稚園の名で開園した。仙台市幼稚園など名称の変遷がありつつ、長らく公立幼稚園として存続してきたが、2010年（平成22年）4月に民営化し、私立幼稚園に改組した。なお、園地は民営化後も移転せず、従来通り仙台市立東二番丁小学校に併設されている。

## 概要
木町通小学校（現在の仙台市青葉区）に併設された、「木町通小学校附属幼稚園」を前身とする。
幼児教育の必要性を強く感じていた小学校教員矢野成文が、1878年（明治11年）の春、日本で唯一の東京女子師範学校附属幼稚園（現・お茶の水女子大学附属幼稚園）を見学、関信三に保育法を、更に保母近藤浜に唱歌の伝習を受けた。その後、矢野は白極精一と力を合わせ幼稚園設置のための準備を着々整え、翌1879年6月7日、日本で二番目の幼稚園として、仙台区木町通小学校附属幼稚園を創設したのが始まりである。

## 沿革
- 1878年（明治11年）6月 - 倍根小学校教員矢野成文、幼稚園開園準備のため、東京女子師範学校附属幼稚園に留学に出発。
- 1879年（明治12年）
  - 1月 - 木町通小教員大津よしぢ（後の橋本よしぢ）、相原春の2名、東京女子師範受験のため上京。
  - 5月 - 開園を上講。開園認可。
  - 6月 - 「仙台区木町通小学校附属幼稚園」として開園式（開業式）施行。
- 1880年（明治13年）4月 - 園舎を立町通東二番丁角に借り、木町通小学校附属幼稚園とした。入園児が一挙に26名も増えて、定員（48名）に達した。
- 1881年（明治14年）11月 - 木町通小学校の所管を離れ、公立仙台幼稚園として独立設置を県に申請（11月5日）し、同月10日認可された。名称「仙台幼稚園」、位置「仙台区元鍛冶町15番地」
- 1882年（明治15年）9月 - 仙台区会の決議で廃止と決定した園を、自費保育で継続したい旨上申、許可される。
- 1884年（明治17年）9月 - 仙台区より13日付で「公立幼稚園設置申請」を提出、同22日許可。名称「公立仙台幼稚園」、位置「仙台区南光院丁3番地」
- 1886年（明治19年）10月 - 仙台区東二番丁小学校附属幼稚園となる。東二番丁小学校校舎改築と同時に校地内に幼稚園舎1棟も落成。
- 1891年（明治24年）4月 - パリで開かれた万国博覧会から、多年にわたり幼児教育に貢献した功績により賞状と銀碑を送られた。
- 1910年（明治43年） - この年、保母5人、幼児180人（男95人、女85人）[1]。
- 1916年（大正5年）4月 - 「仙台市東二番丁尋常小学校附設幼稚園」となった。（3月31日付で「仙台市幼稚園」廃止。）
- 1919年（大正8年）6月 - 開園満40周年記念式典が行なわれた。
- 1927年（昭和2年）4月 - 米国世界児童親善会から「青い目の人形」が親善使節として贈られる。
- 1933年（昭和8年）6月 - 母の会を創設する。
- 1939年（昭和14年）9月 - 新園舎落成式並に創立60周年記念式を行う。
- 1941年（昭和16年）4月 - 園名を「仙台市立東二番丁国民学校附属幼稚園」と改称。
- 1945年（昭和20年）
  - 7月 - 太平洋戦争の空襲激化に伴い休園となる。7月10日の仙台空襲により園舎全焼、園旗・書類・備品のほとんどを失う。一時片平丁小学校に移り、一部を借り受け授業を行う。
  - 12月 - 父母有志による「東二番丁小学校父母教師会立幼稚園」として復興、園舎落成。
- 1954年（昭和29年）
  - 2月 - 東二番丁小学校父母教師会立「東二番丁幼稚園」の開園認可申請が宮城県に提出許可される。
  - 4月 - 復興第1回入園式挙行　園児1年保育のみ102名。
- 1962年（昭和37年）4月 - 2年保育の園児も入園許可。
- 1964年（昭和39年）12月 - 東二小鉄筋校舎の改築と共に、同校舎内に幼稚園舎も建築。
- 1966年（昭和41年）
  - 9月 - 仙台市立の幼稚園に移管陳情書を市長、議長、教育委員会あてに提出。
  - 12月 - 従来の父母教師会立幼稚園に理事会を設け、運営責任体制を明確にする。
- 1967年（昭和42年）4月 - 学級数が増え4学級となった。
- 1968年（昭和43年）11月 - 創立90周年、復興15周年記念式典を行う。戦災で焼失の園旗が復元寄贈された。同時に記念誌「あゆみ」を発行。
- 1970年（昭和45年）
  - 3月 - 放送教育研究実践の優秀園として、日本放送協会(NHK)会長より感謝状が贈られる。
  - 12月 - 学校安全優秀園として県教育委員会、日本学校安全会宮城支部及び河北新報社から表彰状と賞牌2基が贈られる。
- 1974年（昭和49年）
  - 3月 - 仙台市立東二番丁幼稚園として設立認可される。
  - 6月 - 創立100周年記念式典を行う。記念事業として園歌「おてんとさんまでお空まで」を制定する。作詞 富田博、作曲 片岡良和
- 1986年（昭和61年）
  - 5月 - 1978年（昭和53年）6月12日に起きた宮城県沖地震により、園舎が危険建築物と指定される。
  - 8月 - 園舎を解体。
- 1987年（昭和62年）12月 - 新園舎が落成する。
- 1988年（昭和63年）
  - 3月 - 記念事業による総合遊具「東二丸」を設置する。
  - 4月 - 大泉きよより「国際友好鯉のぼり」が寄贈される。
  - 7月 - 東二幼・東二小増改築落成記念式典を合同で行う。
- 1989年（平成元年）11月 - 全国学校保健研究大会茨城大会で研究発表を行う。その後全国学校歯科保健研究指定を受ける。
- 1990年（平成2年）4月 - 仙台市教育委員会研究指定歯の衛生モデル校を受ける。
- 1991年（平成3年）10月 - 第55回全国学校歯科保険研究大会で公開。日本歯科医師会・実行委員会会長より感謝状受賞。
- 1992年（平成4年）7月 - 宮城県国公立幼稚園教育研究会仙台支部研究集会で公開。
- 1995年（平成7年）3月 - フランス・レンヌ市立ジャン・ゼイ幼稚園との絵画交流。
- 1996年（平成8年）4月 - 3年保育導入。
- 1997年（平成9年）
  - 2月 - 東二小公開研究会に年長児連携活動参加。
  - 4月 - 市教育委員会の研究指定（教育課程一般）を受く。
- 1998年（平成10年）11月 - 市教育委員会の研究指定で公開。
- 1999年（平成11年）6月 - 創立120周年記念式典等を挙行。
- 2000年（平成12年）
  - 4月 - 預かり保育開始。
  - 6月 - 父親の会（だでぃっぱ会）発足。
  - 8月 - 優良PTA文部大臣賞受賞。（11月受賞祝賀会）
  - 12月 - 仙台市教育功績者賞受賞。
- 2002年（平成14年）
  - 4月 - 仙台市PTA協議会に加入。完全週5日制実施。2学期制の導入。
  - 10月 - 東北音楽教育研究会で、公開保育と研究演奏。
- 2005年（平成17年）11月 - 外国語青年招致事業(ALT)、学生ボランティアの活用。
- 2006年（平成18年）
  - 1月 - タイ文部省より視察。
  - 3月 - 「生きるをはぐくむ教育課程」の編纂。
- 2009年（平成21年）
  - 3月 - 仙台市議会において公立幼稚園としては廃園となることが決議される。
  - 4月 - 学校法人曽根学園に存続経営母体が変更されることが決定。
- 2010年（平成22年）4月 - 私立幼稚園として再発足。